# المخيام (حبيش)

تعديل مصدري - تعديل

المخيام محلة تابعة لقرية المرباخة، التابعة لعزلة وادي المعقاب بمديرية حبيش إحدى مديريات محافظة إب في الجمهورية اليمنية، بلغ تعداد سكانها 21 حسب تعداد اليمن لعام 2004.